# Mišo Krstičević
Mišo Krstičević (Porto Tolero, 19 febbraio 1958) è un allenatore di calcio ed ex calciatore croato, di ruolo centrocampista, tecnico dello Jadran Ploče.
Fino al 1992 cittadino jugoslavo.

## Statistiche

### Cronologia presenze e reti in nazionale
| Cronologia completa delle presenze e delle reti in nazionale ― Jugoslavia | Cronologia completa delle presenze e delle reti in nazionale ― Jugoslavia | Cronologia completa delle presenze e delle reti in nazionale ― Jugoslavia | Cronologia completa delle presenze e delle reti in nazionale ― Jugoslavia | Cronologia completa delle presenze e delle reti in nazionale ― Jugoslavia | Cronologia completa delle presenze e delle reti in nazionale ― Jugoslavia | Cronologia completa delle presenze e delle reti in nazionale ― Jugoslavia | Cronologia completa delle presenze e delle reti in nazionale ― Jugoslavia |
| Data                                                                      | Città                                                                     | In casa                                                                   | Risultato                                                                 | Ospiti                                                                    | Competizione                                                              | Reti                                                                      | Note                                                                      |
| ------------------------------------------------------------------------- | ------------------------------------------------------------------------- | ------------------------------------------------------------------------- | ------------------------------------------------------------------------- | ------------------------------------------------------------------------- | ------------------------------------------------------------------------- | ------------------------------------------------------------------------- | ------------------------------------------------------------------------- |
| 1-4-1979                                                                  | Nicosia                                                                   | Cipro                                                                     | 0 – 3                                                                     | Jugoslavia                                                                | Qual. Euro 1980                                                           | -                                                                         |                                                                           |
| 13-6-1979                                                                 | Zagabria                                                                  | Jugoslavia                                                                | 4 – 1                                                                     | Italia                                                                    | Amichevole                                                                | -                                                                         |                                                                           |
| 16-9-1979                                                                 | Belgrado                                                                  | Jugoslavia                                                                | 4 – 2                                                                     | Argentina                                                                 | Amichevole                                                                | -                                                                         |                                                                           |
| 10-10-1979                                                                | Valencia                                                                  | Spagna                                                                    | 0 – 1                                                                     | Jugoslavia                                                                | Qual. Euro 1980                                                           | -                                                                         | 73’, 90’                                                                  |
| 30-3-1980                                                                 | Belgrado                                                                  | Jugoslavia                                                                | 2 – 0                                                                     | Romania                                                                   | Coppa dei Balcani                                                         | 1                                                                         |                                                                           |
| 26-4-1980                                                                 | Borovo                                                                    | Jugoslavia                                                                | 2 – 1                                                                     | Polonia                                                                   | Amichevole                                                                | -                                                                         |                                                                           |
| 27-8-1980                                                                 | Belgrado                                                                  | Romania                                                                   | 2 – 0                                                                     | Jugoslavia                                                                | Coppa dei Balcani                                                         | -                                                                         | 46’                                                                       |
| Totale                                                                    |                                                                           | Presenze                                                                  | 7                                                                         |                                                                           | Reti                                                                      | 1                                                                         |                                                                           |

## Palmarès

### Giocatore

#### Club
- Campionato jugoslavo: 1

Hajduk Spalato: 1978-1979
- Coppa di Jugoslavia: 1

Velež Mostar: 1986

#### Nazionale
- Giochi del Mediterraneo: 1

 Spalato 1979

### Allenatore
- Kupa e Shqipërisë: 1

Tirana: 2010-2011
- Superkupa Shqiptar: 1

Tirana: 2011